# برج کایان

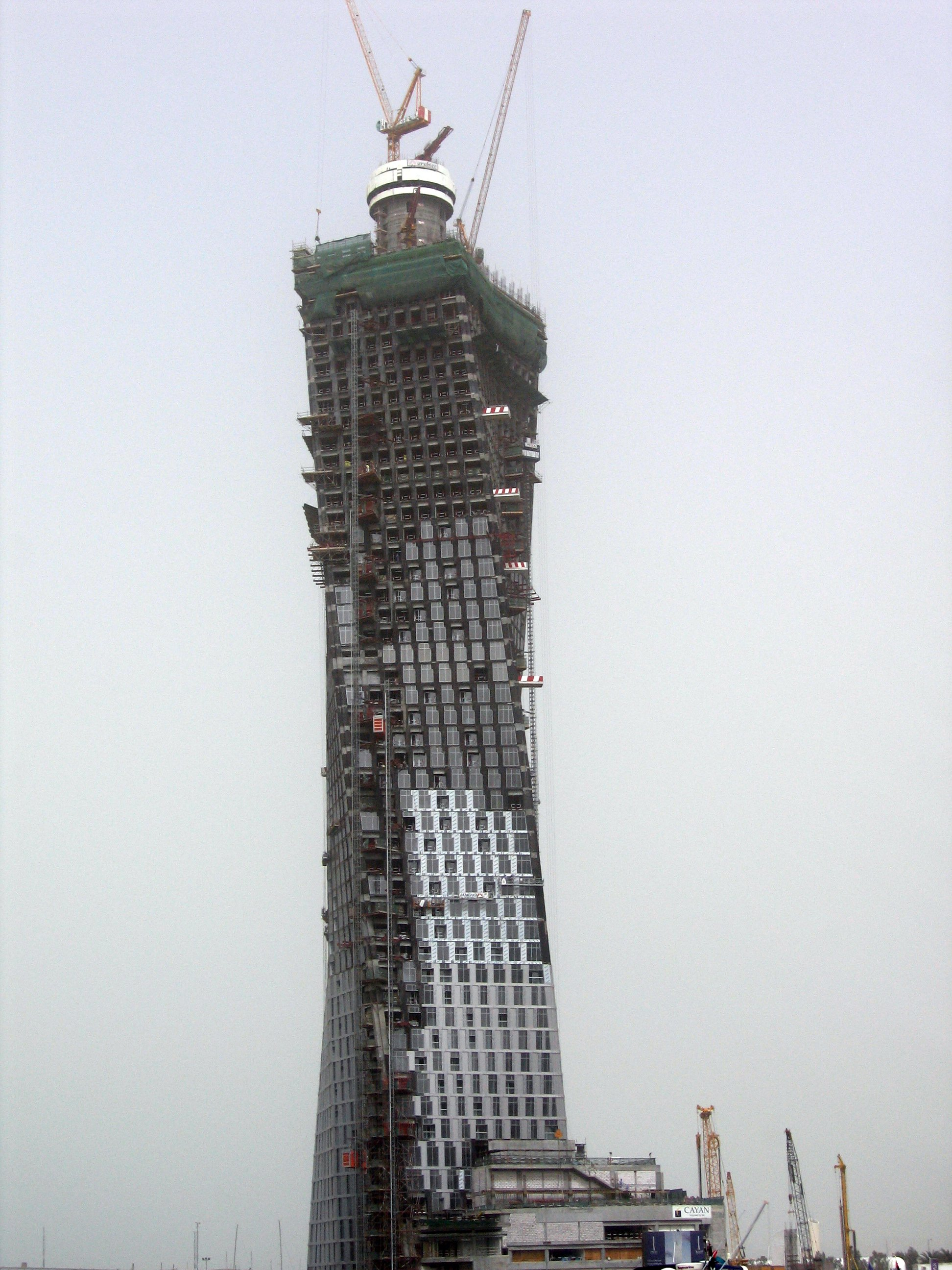
برج کایان

برج کایان (انگلیسی: Cayan Tower) ساختمان مسکونی ۷۳ طبقه مستقر در شهر دبی، امارات متحده عربی است، که در سال ۲۰۱۳ احداث گردید.